# Европейский союз и Тунис
Европейский союз и Тунис — дипломатические отношения между Европейским союзом (ЕС) и Тунисской Республикой.

## Торговля
Европейский союз является крупнейшим торговым партнёром Туниса. Более 75 % экспорта Туниса идёт в ЕС и более половины импорта Туниса поступает из ЕС. Общий товарооборот между ЕС и Тунисом в 2017 году составил 20,5 млрд евро.

## Финансирование
Тунис получает часть самой большой суммы денег от Европейского инструмента соседства и партнёрства из всех стран-участниц с «фокусом на различные секторы, такие как экономика и деловая среда, образование, обучение и исследования, культура и средства массовой информации, миграция и убежище; справедливость, свобода и безопасность; окружающая среда, изменение климата и энергетика». В дополнение к финансовой помощи мигрантам Тунис получает выгоду от нескольких других проектов финансирования ЕС, таких как Европейский инструмент демократии и прав человека, Инструмент содействия стабильности и миру и Инструмент сотрудничества в целях развития. Тунис также является участником программы «Эразмус +» и ассоциированным участником «Горизонт 2020». Потоки прямых иностранных инвестиций в Тунис также сосредоточены на развитии сети инфраструктуры, а также текстильной и швейной промышленности.

## Хронология международных отношений
| Дата             | Событие |
| ---------------- | --- |
| 1976             | Формальное установление международных отношений между Европейским экономическим сообществом и Тунисом.                                                                           |
| 1995             | Подписание Соглашения об ассоциации Туниса и Европейского союза. |
| 14 июля 1998     | Первое заседание Совета Ассоциации Тунис — ЕС. |
| 2012             | Последствия революции приводят к формированию привилегированного партнёрства между ЕС и Тунисом. С 2011 года объёмы оказываемой Европейским союзом Тунису помощи резко возросли. |
| 3 марта 2014     | В свете миграционного кризиса ЕС и Тунис учреждают Партнёрство по мобильности; в числе принятых мер — «упрощение процедуры выдачи виз».                                          |
| 13 октября 2015  | Начало переговоров о создании Углублённой и всеобъемлющей зоны свободной торговли (DCFTA) между ЕС и Тунисом.                                                                    |
| 29 сентября 2016 | ЕС выпускает совместное сообщение под заголовком «Усиление поддержки ЕС для Туниса».                                                                                             |
| 1 декабря 2016   | Формирование Молодёжного партнёрства ЕС — Тунис. |